# Tribal Tech
Tribal Tech - группа, играющая в стиле прогрессивный джаз-фьюжн, образованная в 1984 году гитаристом Скоттом Хендерсоном и бас-гитаристом Гари Виллисом. Также в состав группы входили клавишник Скотт Кинси и барабанщик Кирк Ковингтон. Было выпущено девять альбомов, в композициях которых можно услышать элементы блюза, джаза и рока. Tribal Tech широко известна талантами её участников и заслуженным местом на сцене современной джаз-фьюжн музыки, но распалась после выхода в 2000 году альбома Rocket Science, из-за многочисленных сайд-проектов её участников.

## Участники
- Скотт Хендерсон - гитара
- Гари Виллис - бас
- Скотт Кинси - клавишные
- Кирк Ковингтон - ударные

## Дискография
- Spears (1985)
- Dr. Hee (1987)
- Nomad (1989)
- Tribal Tech (1991)
- Illicit (1992)
- Face First (1993)
- Primal Tracks (UK Release) (сборник) (1994)
- Reality Check (1995)
- Thick (1999)
- Rocket Science (2000)
- X (2012)